# 1975 год в науке
В 1975 году были различные научные и технологические события, некоторые из которых представлены ниже.

## События
- 9 февраля — Приземлился спускаемый аппарат космического корабля «Союз-17».
- 8 июня, 14 июня — запуск первых искусственных спутников Венеры — автоматических станций «Венера-9» и «Венера-10»; спускаемые аппараты станций совершили мягкую посадку на Венеру и впервые передали на Землю фотопанораму планеты.
- 17 июля — состоялась стыковка космических кораблей «Союз» (СССР) и «Аполлон» (США). Первая стыковка двух космических кораблей разных стран.
- 7 августа — Сезар Мильштейн и Жорж Кёлер сообщают об их открытии того, как использовать гибридомы, чтобы изолировать моноклональные антитела, начинается история использования моноклональных антител в науке[1][2].
- 12 августа — ядерный взрыв «Горизонт-4» в Якутии, 7,6 килотонны.
- 20 августа — программа «Викинг»: НАСА запустила к Марсу космический зонд «Викинг-1».
- 30 декабря — введён в эксплуатацию Большой телескоп альт-азимутальный (БТА), крупнейший телескоп в мире (на 2010 год — крупнейший в Евразии).

- Январь — выпущен компьютер Альтаир 8800 (Altair), с которого началась эра микрокомпьютеров.
- Январь—февраль — проведён советско-французский эксперимент АРАКС по созданию искусственного полярного сияния.

## Достижения человечества

### Изобретения
- Первая цифровая фотокамера: Стивен Сассон.

### Новые виды животных
- Животные, описанные в 1975 году

## Награды
- Нобелевская премия
  - Физика — Оге Нильс Бор, Бен Рой Моттельсон и Лео Джеймс Рейнуотер — «За открытие взаимосвязи между коллективным движением и движением отдельной частицы в атомном ядре и развитие теории строения атомного ядра, базирующейся на этой взаимосвязи».
  - Химия — Джон Уоркап Корнфорт (1/2 премии) за исследование стереохимии реакций ферментативного катализа, Владимир Прелог (1/2 премии) — за исследования в области стереохимии органических молекул и реакций.
  - Медицина и физиология — Давид Балтимор, Ренато Дульбекко, Хоуард Мартин Темин (совместно) — за открытия, касающиеся взаимодействия между онкогенными вирусами и генетическим материалом клетки.
- Большая золотая медаль имени М. В. Ломоносова
  - Мстислав Всеволодович Келдыш — за выдающиеся достижения в области математики, механики и космических исследований.
  - Морис Руа — за выдающиеся достижения в области механики и её приложений.
- Премия Тьюринга
  - Аллен Ньюэлл и Герберт Саймон — «Их общие усилия в течение двадцати лет, вначале совместно с Дж. К. Шоу, в составе корпорации RAND, впоследствии вместе с профессорско-преподавательским составом и студенческими группами университета Carnegie Mellon, ознаменовались фундаментальным вкладом в искусственный интеллект, психологию механизмов человеческого восприятия и обработку списков.»

## Скончались
14 февраля — Джулиан Сорелл Хаксли английский биолог, эволюционист и гуманист, политик. Один из создателей Синтетической теории эволюции. Первый генеральный директор ЮНЕСКО.